# Benvinguts a la família
Benvinguts a la família   (Bienvenidos a la familia en castellano) es una serie de televisión española creada por Pau Freixas e Iván Mercadé y producida por la productora Arca Audiovisual (Grupo Filmax). La serie se emite por la cadena pública catalana TV3 desde el 22 de enero de 2018 y consta actualmente de dos temporadas.

## Argumento
La serie se centra en la vida de Àngela (Melani Olivares), una mujer de 40 años abandonada por su marido y con tres hijos a su cargo. 
Àngela hizo una promesa hace veinte años que tendrá que romper y comerse su orgullo para dar la cara por sus tres hijos.
Después de ser desahuciada de su piso por culpa de su ex, Àngela, junto a sus tres hijos Fran (Nao Albet), David (Leïti Séne) y Sara (Nonna Cardoner), y su cuñado Nando (Iván Massagué), se presenta en casa de su padre Eduardo (Simón Andreu) para pedirle dinero tras más de diez años sin verse. 
Para su sorpresa se encuentra allí a su nueva mujer Victoria (Yolanda Ramos) y a la hija de esta, Àlex (Georgina Amorós).

## Reparto

### 1ª temporada

#### Reparto principal
- Melani Olivares - María de los Ángeles «Àngela» Navarro Garrofer
- Iván Massagué - Fernando «Nando» García Pedrosa
- Yolanda Ramos - Maria Victòria Argenté Betancour
- Nao Albet - Francesc «Fran» García Navarro
- Georgina Amorós - Alexandra «Àlex» Argenté
- Leïti Sène - David García Navarro
- Nonna Cardoner - Sara García Navarro
- Miquel Fernández - Miquel Ibáñez Monroy (Capítulo 2 - Capítulo 10; Capítulo 13)
- Lluís Villanueva - Raül Dorado (Capítulo 3 - Capítulo 5; Capítulo 7 - Capítulo 13)
- Eva Santolaria - Lili (Capítulo 3; Capítulo 9 - Capítulo 10)

#### Reparto secundario
- Betsy Túrnez - Adela (Capítulo 1 - Capítulo 3; Capítulo 5 - Capítulo 7; Capítulo 10; Capítulo 12- Capítulo 13)
- Francesc Ferrer - Pere Perelló (Capítulo 1 - Capítulo 2; Capítulo 6 - Capítulo 7; Capítulo 10; Capítulo 12- Capítulo 13)

Con la colaboración especial de
- Simón Andreu - Eduardo Navarro Gil † (Capítulo 1)
- Carme Sansa - Berta (Capítulo 3 - Capítulo 4; Capítulo 13)

#### Personajes episódicos
- Àlex Maruny - Dídac (Capítulo 1; Capítulo 7 - Capítulo 9)
- Aina Clotet - Dolores «Lola» Fuentes Pujol (Capítulo 5)
- Maribel Martínez - Rosa Garrofer (Capítulo 7)
- Quimet Pla - Leo (Capítulo 8 - Capítulo 10; Capítulo 12)
- Elisabet Casanovas - Paula (Capítulo 9 - Capítulo 12)
- Joan Carreras - Marcos Navarro Garrofer (Capítulo 11 - Capítulo 13)

### 2ª temporada

#### Reparto principal
- Melani Olivares - María de los Ángeles «Àngela» Navarro Garrofer
- Iván Massagué - Fernando «Nando» García Pedrosa
- Yolanda Ramos - Maria Victòria Argenté Betancour
- Nao Albet - Francesc «Fran» García Navarro
- Georgina Amorós - Alexandra «Àlex» Argenté
- Leïti Séne - David García Navarro
- Nonna Cardoner - Sara García Navarro
- Lluís Villanueva - Raül Dorado (Capítulo 1 - Capítulo 5; Capítulo 8 - Capítulo 13)
- Paula Malia - Teresa Díaz Giralt (Capítulo 1 - Capítulo 7; Capítulo 12 - Capítulo 13)
- Jaume Madaula - Nil Díaz Giralt (Capítulo 2 - Capítulo 4; Capítulo 6; Capítulo 9; Capítulo 11 - Capítulo 13)
- Miquel Fernández - Miquel Ibáñez Monroy (Capítulo 3 - Capítulo 6)

#### Personajes secundarios
- Betsy Túrnez - Adela (Capítulo 1 - Capítulo 5; Capítulo 8 - Capítulo 9; Capítulo 11; Capítulo 13)
- Francesc Ferrer  - Pere Perelló (Capítulo 1 - Capítulo 2; Capítulo 4 - Capítulo 5; Capítulo 8 - Capítulo 9; Capítulo 11; Capítulo 13)

Con la colaboración especial de
- Santi Millán - Manuel «Manu» García  Pedrosa (Capítulo 1 - Capítulo 7; Capítulo 12 - Capítulo 13)
- Antonio Dechent - Ramón Díaz (Capítulo 6 - Capítulo 7; Capítulo 13)
- Josep Julien - Eduardo Navarro Gil (Jove) † (Capítulo 7)

#### Personajes episódicos
- Annabel Totusaus - Maria Codina Fuster, doctora (Capítulo 1; Capítulo 3)
- Mercè Arànega - Blanca Giralt (Capítulo 2 - Capítulo 3)
- Joan Carreras - Marcos Navarro Garrofer (Capítulo 3; Capítulo 7 - Capítulo 9)
- Anna Gras - Ayla Novell (Capítulo 4 - Capítulo 5; Capítulo 7 - Capítulo 8; Capítulo 11 - Capítulo 13)
- José Pérez - Rodolf (Capítulo 5; Capítulo 8)
- Mikel Iglesias - Manuel «Manu» García  Pedrosa (Jove) (Capítulo 7)
- Hug Casals - Fernando «Nando» García (Jove) (Capítulo 7 - Capítulo 8)
- Paula Jornet - María de los Ángeles «Àngela» Navarro Garrofer (Jove) (Capítulo 7)
- Quimet Pla - Eladio Val «Leo Dàvila» † (Capítulo 8; Capítulo 10)
- Elisabet Casanovas - Paula (Capítulo 10 - Capítulo 12)
- Mireia Rey - Marta, agente inmobiliaria (Capítulo 3)

## Doblaje al castellano
| Actor/actriz     | Actor/actriz de doblaje | Personaje   |
| ---------------- | ----------------------- | ----------- |
| Melanie Olivares | Melanie Olivares        | Àngela      |
| Yolanda Ramos    | Yolanda Ramos           | Victòria    |
| Iván Massagué    | Hernán Fernández        | Nando       |
| Georgina Amorós  | Georgina Amorós         | Àlex        |
| Nonna Cardoner   | María Montalá           | Sara        |
| Leïti Sène       | Leïti Sène              | David       |
| Nao Albet        | Nao Albet               | Fran        |
| Àlex Maruny      | Roger Isasi-Isasmendi   | Dídac-Diego |

## Episodios
| Temporada | Temporada | Episodios | Fechas de emisión   | Fechas de emisión   | Audiencia    | Audiencia |
| Temporada | Temporada | Episodios | Inicio              | Fin                 | Espectadores | Cuota     |
| --------- | --------- | --------- | ------------------- | ------------------- | ------------ | --------- |
|           | 1         | 13        | 22 de enero de 2018 | 16 de abril de 2018 | 482.000      | 16,5%     |
|           | 2         | 13        | 14 de enero de 2019 | 15 de abril de 2019 | 361.000      | 13,2%     |

### Primera temporada (2018)
| N.º (serie) | N.º (temp.) | Título          | Fecha de emisión original | Audiencia (Cuota) |
| --- | ----------- | --------------- | ------------------------- | ----------------- |
| 1 | 1           | «L'Eduardo»     | 22 de enero de 2018       | 777 000 (25,8%)   |
| Àngela, una mujer luchadora, separada y madre de tres hijos, pierde su piso al ser desahuciada. Cuando se ve en la calle, sabe que ha llegado el momento de enfrentarse a su miedo más grande: su padre. A Àngela no le queda más remedio que romper la promesa que se hizo hace veinte años y comerse el orgullo por el bien de su familia. |             |                 |                           |                   |
| 2 | 2           | «El congelador» | 29 de enero de 2018       | 666 000 (22,2%)   |
| Mientras las dos familias buscan la manera de cambiar el testamento, se ven obligadas a buscar un congelador suficientemente grande para meter a Eduardo. Pero conseguirlo sin dinero y sin dejar rastro no será nada fácil |             |                 |                           |                   |
| 3 | 3           | «La batería»    | 5 de febrero de 2018      | 621 000 (21,1%)   |
| La familia decide asesorarse legalmente en el despacho de Raül Dorado, un abogado de moral dudosa. Paralelamente, Àngela deberá conseguir una batería en tiempo récord para Sara mientras Lili, la editora de Eduardo, intenta desesperadamente contactar con él.                                                                            |             |                 |                           |                   |
| 4 | 4           | «El quadre»     | 12 de febrero de 2018     | 491 000 (16,7%)   |
| Raül Dorado descubre una cláusula en el testamento de Eduardo en el que dice que Àngela está desheredada y la familia se queda sin salida. Pero justo cuando están a punto de tirar la toalla, Fran descubre un cuadro en el desván que podría valer mucho dinero.                                                                           |             |                 |                           |                   |
| 5 | 5           | «La Lola»       | 19 de febrero de 2018     | 436 000 (14,5%)   |
| Con el objetivo de blanquear el dinero negro de Eduardo, la familia decide utilizar la empresa de las "Electropipes" de tapadera. Pero para conseguir el stock, Nando se verá obligado a reencontrarse con Lola, un antiguo amor que pondrá en peligro el equilibrio familiar.                                                               |             |                 |                           |                   |
| 6 | 6           | «L'Adela»       | 26 de febrero de 2018     | 432 000 (14,4%)   |
| Adela ha comenzado a atar cabos entre tantos movimientos extraños. Convencida de que la familia esconde algo, decide infiltrarse en la casa y confirmar sus sospechas de que dentro del congelador se guarda el cadáver del difunto Eduardo.                                                                                                 |             |                 |                           |                   |
| 7 | 7           | «L'àvia»        | 5 de marzo de 2018        | 488 000 (15,9%)   |
| Para poder recuperar el coche de Eduardo, a Àngela no le queda más remedio que reencontrarse con su madre, ingresada en un hospital desde hace más de 10 años. Mientras tanto, Nando hace todo lo posible para ayudar a Victòria a recordar dónde ha escondido el cadáver de su marido.                                                      |             |                 |                           |                   |
| 8 | 8           | «El Leo»        | 12 de marzo de 2018       | 378 000 (13,2%)   |
| Decididos a cambiar la herencia, Àngela monta un casting para encontrar un doble de su padre; pero el mejor candidato para el papel se parece como un huevo a una castaña. Paralelamente, Miquel comienza a sospechar qué es realmente de Eduardo.                                                                                           |             |                 |                           |                   |
| 9 | 9           | «El Miquel»     | 19 de marzo de 2018       | 384 000 (13,3%)   |
| Aunque Miquel ya conoce el secreto familiar, en lugar de denunciarlos decide ayudar Àngela y sus hijos tomando el rol de padre de familia. Convencidos de que ha enloquecido, deciden buscar la manera de hacerlo fuera y que no hable. |             |                 |                           |                   |
| 10 | 10          | «L'accident»    | 26 de marzo de 2018       | 399 000 (13,6%)   |
| Después de que alguien saboteara los frenos de su coche, Miquel está en el hospital en coma. Raül Dorado comienza una investigación que pasa por interrogar uno a uno los miembros de la familia: deberá descubrir quién ha sido si no quieren acabar todos en la cárcel.                                                                    |             |                 |                           |                   |
| 11 | 11          | «El simulacre»  | 2 de abril de 2018        | 354 000 (12,9%)   |
| Tal y como reclama Victòria es el momento de enterrar a Eduardo. Pero antes tienen que encontrar la manera de hacerlo sin que le hagan una autopsia que revele que hace días que está congelado. |             |                 |                           |                   |
| 12 | 12          | «El funeral»    | 9 de abril de 2018        | 429 000 (15,3%)   |
| Sólo falta celebrar la ceremonia y la lectura del testamento para acabar con todo esta pesadilla. Pero no será tan fácil como parece, la llegada de Marcos dispuesto a supervisar hasta el último detalle pondrá en riesgo todo lo que han logrado hasta ahora.                                                                              |             |                 |                           |                   |
| 13 | 13          | «La familia»    | 16 de abril de 2018       | 413 000 (15,1%)   |
| Cuando Àngela y su familia se encuentran viviendo bajo mínimos en un camping, se ven obligados a hacer lo que menos se esperan, aliarse con Marcos para conseguir echar a Victòria y Àlex de casa de Eduardo . |             |                 |                           |                   |

### Segunda temporada (2019)
| N.º (serie) | N.º (temp.) | Título              | Fecha de emisión original | Audiencia (Share) |
| --- | ----------- | ------------------- | ------------------------- | ----------------- |
| 14 | 1           | «El Manu»           | 14 de enero de 2019       | 461 000 (17,8%)   |
| El exmarido de Àngela, Manu, vuelve a casa diez años después pidiendo ayuda. Asegura que le persigue una gente muy peligrosa y que le han de esconder. La familia accede, pero quien llega es Teresa, una chica vestida de novia que dice que Manu la ha dejado plantada en el altar. La familia deberá decidir entonces a quién de los dos creer.                                                                                                |             |                     |                           |                   |
| 15 | 2           | «El intercanvi»     | 21 de enero de 2019       | 400 000 (14,4%)   |
| Con el fin de recuperar el Blue Dream, un anillo muy valioso, la familia decide chantajear al hermano de Teresa, Nil. Si quiere volver a ver a su hermana con vida, deberá entregar el anillo a cambio. ¿Hasta dónde será capaz de llegar Manu por no confesar? |             |                     |                           |                   |
| 16 | 3           | «El robatori»       | 28 de enero de 2019       | 394 000 (14,8%)   |
| Como ni Manu ni Nil dicen tener el anillo, la madre de Nil no tiene duda que debe estar en la caja fuerte del joyero. La familia planeará un robo para recuperar el anillo y así conseguir el perdón de esta. |             |                     |                           |                   |
| 17 | 4           | «El cordó policial» | 4 de febrero de 2019      | 399 000 (13,9%)   |
| Gracias a Adela, la policía se ha enterado de que Teresa está escondida en algún punto de la urbanización. Miquel, con otros agentes, monta un protocolo de emergencia que impide que entre y salga nadie del vecindario. La familia tendrá que encontrar la manera de sacar a Teresa de allí antes de que registren la casa y se les acabe el tiempo para entregarla a su padre.                                                                 |             |                     |                           |                   |
| 18 | 5           | «La traïció»        | 11 de febrero de 2019     | 366 000 (13,7%)   |
| Manu ha quedado con Teresa en una tienda de coches de segunda mano con la promesa de que se escaparán juntos. El ex de Àngela, sin embargo, asegura que todo forma parte de un plan para atraparla, ¿pero a quién engaña realmente el Manu? Mientras tanto, en la casa, Raül intentará justificar su intento de fuga de cara a Victòria. |             |                     |                           |                   |
| 19 | 6           | «Krakòzia»          | 18 de febrero de 2019     | 337 000 (12,2%)   |
| La familia llega a la embajada donde se refugia el padre de Teresa, Ramón el halcón", quien resulta ser un sicario peligroso obsesionado por tener una familia que le haga compañía y no piensa dejar salir de allí a Àngela y los suyos así como así. Àlex, por su parte, deberá convencer a Miquel que Nil no es el criminal que busca. |             |                     |                           |                   |
| 20 | 7           | «Estiu del 92»      | 25 de febrero de 2019     | 365 000 (12,7%)   |
| Nando, convencido de que Manu tiene el anillo, se dirige a Krakòzia para intentar negociar con su hermano y hacerlo entrar en razón. Junto con los dos reviviremos el verano de 1992, verano en que Manu conoció Àngela y tuvo que decidir, por primera vez, entre el dinero o ella. |             |                     |                           |                   |
| 21 | 8           | «En busca del Leo»  | 4 de marzo de 2019        | 355 000 (13%)     |
| Cuando Àngela y los suyos llegan a casa, se encuentran con Marcos esperándoles junto con Ayla. Él y la mossa d'esuadra han descubierto que el DNI con el que cambiaron el testamento de Eduardo era falso. La familia tendrá que encontrar entonces a Leo, único testigo de lo ocurrido, antes de que lo haga la policía. |             |                     |                           |                   |
| 22 | 9           | «El nou testament»  | 11 de marzo de 2019       | 328 000 (12,6%)   |
| Con la ayuda de Nil, la familia consigue robar al notario el auténtico testamento de Eduardo antes de la lectura. Lo que descubrirán, sin embargo, es que en el nuevo testamento dice que todo el dinero será para Àngela si se cumplen una serie de condiciones, entre ellas casarse con Manu. |             |                     |                           |                   |
| 23 | 10          | «La fuga»           | 18 de marzo de 2019       | 316 000 (12,2%)   |
| El plan para sacar a Raül de la cárcel se pone en marcha. Aprovechando la muerte de su compañero de celda, el abogado tendrá que conseguir llegar a la enfermería y esconderse dentro del ataúd para salir del presidio sin levantar sospechas. Para que todo tenga éxito, la familia deberá convencer a Paula, la ex de Fran, y trabajadora de la funeraria, para que sea cómplice del plan, pero ella no parece muy dispuesta a colaborar.      |             |                     |                           |                   |
| 24 | 11          | «El nínxol»         | 1 de abril de 2019        | 370 000 (13,9%)   |
| Raül, enterrado vivo, intenta ponerse en contacto con la familia para que lo saquen del nicho. Lo que descubren Àngela y los suyos es que Leo no se llamaba realmente Leo y que, por tanto, Raül puede estar enterrado en cualquier lugar. La familia deberá dividirse para intentar encontrar al abogado antes de que se le acabe el oxígeno y sea demasiado tarde.                                                                              |             |                     |                           |                   |
| 25 | 12          | «L'estafa»          | 8 de abril de 2019        | 272 000 (10,1%)   |
| Teresa vuelve a casa de la familia asegurando que Manu la ha dejado plantada en el altar para quedarse el anillo. Esta vez, de verdad. Convencida de que pasará por casa a buscar la documentación falsa que ocultaba en su coche, pide ayuda a Àngela para que le ayuden a estafar a Manu y recuperar el anillo de una vez por todas. A cambio, les dará una parte de su valor que, entre otras cosas, permitirá huir del país a Victòria y Raül |             |                     |                           |                   |
| 26 | 13          | «La boda»           | 15 de abril de 2019       | 282 000 (10,9%)   |
| La familia llega a un pacto con la policía: Los perdonarán de lo que hicieron a cambio de que le entreguen Ramon "el halcón" que sigue escondido en la embajada de Krakòzia. Teresa sabe que la única manera de hacer venir Ramon es fingiendo una boda falsa y los candidatos perfectos para casarse parece que son Àlex y Nil. |             |                     |                           |                   |

## Crítica
La serie fue muy bien recibida por la audiencia del canal autonómico catalán a pesar de ser la sustituta de la aclamada Merlí y de competir con programas de gran audiencia a nivel nacional como Operación Triunfo 2017 y El hormiguero.